# Giuseppe Patriarca
Giuseppe Patriarca (Sora, 23 marzo 1977) è un ex pallavolista e allenatore di pallavolo italiano.

## Carriera

### Giocatore
La carriera di Giuseppe Patriarca inizia nel 1993 nelle giovanili dell'Argos Volley di Sora, sua città natale; l'anno successivo passa alla Pallavolo Modena, giocando sempre per la squadra giovanile, fino a quando nella stagione 1995-96 viene promosso in prima squadra, disputando la Serie A1: con il club modenese di aggiudica una Supercoppa europea ed una Coppa dei Campioni.
Poco dopo dell'inizio del campionato 1996-97 viene ceduto al Porto Ravenna Volley, con cui vince la Coppa CEV: con la nazionale arriva la medaglia d'oro alla World League 1997. Nella stagione successiva è al Wild Volley Grottazzolina, in Serie A2; ritorna quindi alla Pallavolo Modena per l'annata 1998-99 e poi nuovamente a Grottazzolina in quella 1999-00.
Nella stagione 2000-01 viene ingaggiato dal Volley Forlì, in Serie A1 e con la nazionale si aggiudica l'oro ai XIV Giochi del Mediterraneo; veste la maglia dell'API Verona per la stagione 2001-02 in Serie A2, categoria dove rimane anche nell'annata successiva con lo Schio Sport, per poi essere ceduto poco dopo l'inizio del campionato al 4 Torri Ferrara, in massima divisione.
Dopo una parentesi alla Gabeca Pallavolo di Montichiari, si trasferisce, per la stagione 2004-05, al Club Voleibol Almería, militante nella Superliga spagnola, con cui si aggiudica la vittoria dello scudetto: tornato in Italia, riparte dal Taranto Volley, in Serie A2, conquistando la promozione in massima serie, categoria dove militerà con la stessa squadra per le due stagioni successive.
Dopo una stagione al Volley Forlì, nell'annata 2009-10 viene ingaggiato dal Piemonte Volley di Cuneo, dove milita per tre campionati, vincendo
una Coppa CEV, uno scudetto, una Supercoppa italiana ed una Coppa Italia; ritorna in Serie A2 nella squadra di Sora per la stagione 2012-13, mentre in quella successiva è nuovamente in Serie A1 con il Gruppo Sportivo Porto Robur Costa: al termine del campionato annuncia il suo ritiro dall'attività agonistica.

### Allenatore
Inizia, nella stagione 2014-15, una collaborazione con il club di Ravenna, diventando secondo allenatore: con la stessa squadra, nelle due stagioni successive, è prima assistente allenatore e poi nuovamente secondo allenatore.

## Palmarès

### Club
- Campionato spagnolo: 1

2004-05
- Campionato italiano: 1

2009-10
- Coppa Italia: 1

2010-11
- Supercoppa italiana: 1

2010
- Coppa dei Campioni: 1

1995-96
- Coppa CEV: 1

2009-10
- Coppa CEV: 1

1996-97
- Supercoppa europea: 1

1995

### Nazionale
- Giochi del Mediterraneo 2001